# Анатомията на Грей (сериал)
За учебника по анатомия вижте Анатомията на Грей.
„Анатомията на Грей“ (на английски: Grey's Anatomy) е американски медицински драматичен телевизионен сериал, разказващ за личния и професионалния живот на стажанти по хирургия, резиденти и хирурзи в измислената болница „Сиатъл Грейс“, по-късно прекръстена на „Мемориална болница Грей – Слоун“. Заглавието на шоуто е алюзия към „Анатомията на Грей“, класически учебник по човешка анатомия.
Премиерата на „Анатомията на Грей“ е на 27 март 2005 г. по ABC. Сценаристката Шонда Раймс разработва пилотния проект и служи като шоурънър, главен сценарист и изпълнителен продуцент до оттеглянето си през 2015 г. Макар действието да се развива в Сиатъл, Вашингтон, сериалът се снима предимно в Лос Анджелис, САЩ и Ванкувър, Канада.
„Анатомията на Грей“ е най-продължителното шоу по сценарий в праймтайма, излъчвано в момента и въобще по „Ей Би Си“. Сериалът е носител на награди „Еми“ и „Златен глобус“. Успехът на сериала катапултира кариерите на много от актьорите от оригиналния състав, включително Помпео и О, до световно признание; те са сред петте най-добре печелещи телевизионни актьори през 2013 г. „Анатомията на Грей“ е сред десетте най-добри телевизионни предавания в Съединените щати, и макар през 2017 г. рейтингите на шоуто да падат, то все още е едно от най-високо оценените предавания сред демографската група от 18 до 49 години. Сериалът се справя добре и в Интернет телевизията, като към февруари 2023 г. е на 10-то място по популярност на излъчваните по заявка програми.
Два самостоятелни сериала се създават въз основа на историите и персонажите в „Анатомията на Грей“: „Частна практика“ (2007 – 2013) и „Станция 19“ (2018 – 2024). 

## Сюжет
Внимание:  Текстът по-долу разкрива сюжета на произведението (или части от него)!
Сериалът проследява живота на Мередит Грей (Елън Помпео), дъщеря на световноизвестния хирург Елис Грей (Кейт Бъртън), отначало стажант по хирургия, а впоследствие хирург и завеждащ отделението по обща хирургия в измислената болница „Сиатъл Грейс“ (по-късно наречена „Сиатъл Грейс Мърси Уест“ и накрая „Мемориална болница Грей – Слоун“) в Сиатъл. Докато е стажант, Грей работи заедно с колегите си лекари Кристина Янг (Сандра О), Изи Стивънс (Катрин Хайгъл), Алекс Карев (Джъстин Чембърс) и Джордж О'Мали (Т. Р. Найт), всеки от които се бори да балансира личния си живот със забързаня график и стресиращите изисквания на стажантската програма. По време на стажа си те са наблюдавани от Миранда Бейли (Чандра Уилсън), старши ординатор, която работи с лекуващите лекари Дерек Шепърд (Патрик Демпси), началник на неврохирургията и впоследствие съпруг на Мередит Грей, и Престън Бърк (Исая Уошингтън), ръководител на кардиотораксиална хирургия, който става годеник на Ян. Хирургическата програма първоначално се ръководи от Ричард Уебър (Джеймс Пикенс-младши), началник на хирургията, който има съществуваща лична връзка с Мередит, тъй като е бил любовник на майка ѝ, когато Мередит е била дете. През първите шест сезона Бърк, О'Мали и Стивънс последователно напускат сериала.
Всеки епизод обикновено започва с глас зад кадър от Мередит Грей или от друг от главните персонажи, което задава водещата тема на епизода. Всеки сезон обичайно представлява академичната година на лекарите, като всяка завършена година ги квалифицира на по-високо ниво в областта на хирургията. Сезонът обикновено завършва с драматично събитие като смърт или напускане на един или повече от героите. Повечето епизоди се въртят около ежедневието на лекарите като хирурзи, но шоуто също така показва личния им живот. Сериалът често оставя настрана опасенията на медицинската етика, за да постави на преден план развитието на героите и взаимоотношенията между тях. Емоционалните сцени често са придружени от инди рок песен във фона, нещо, което се превръща в отличителен белег на сериала.

## Актьорски състав
Оригиналният актьорски състав се състои от девет актьори: Елън Помпео, Сандра О, Катрин Хайгъл, Джъстин Чембърс, Т. Р. Найт, Чандра Уилсън, Джеймс Пикенс-младши, Исая Уошингтън и Патрик Демпси. През по-голямата част от излъчването на сериала основното действие се върти около д-р Мередит Грей (Помпео), показвайки нейното развитие от стажант по хирургия през напълно квалифициран лекар до шеф на общата хирургия на болницата. Актьорският състав претърпява големи промени по време на сериала, като до 19-ти сезон остават само трима от оригинални членове – Помпео, Уилсън и Пикенс. Помпео се оттегля от сериала в неговия 19-и сезон и шоуто се ориентира към формат, в който няма един-единствен, а множество главни персонажи.
Сезон 2 въвежда персонажите на лекуващите лекари Марк Слоун (Ерик Дейн) и Кали Торес (Сара Рамирес), както и д-р Адисън Монтгомъри (Кейт Уолш). В края на трети сезон, Уошингтън е освободен, а Уолш напуска шоуто, за да се фокусира върху спин-офа „Частна практика“, но продължава да се появява като гост.
В четвъртия сезон Чайлър Лий се присъединява към актьорския състав като една от главните героини – д-р Лекси Грей, полусестра на Мередит от страна на баща ѝ. Сезон 5 представя актьора Кевин Маккид (д-р Оуен Хънт), който става един от основните персонажи. В допълнение, Джесика Капшоу (д-р Аризона Робинс) първоначално е включена за кратко участие от три епизода, но договорът ѝ е удължен до края на сезона, а в шестия сезон става част от основния състав. В края на петия сезон Найт и Хайгъл напускат шоуто.
Ким Рейвър (д-р Теди Олтман) става част от постоянния актьорски състав в шестия сезон; в същия сезон дебютират Сара Дрю (д-р Ейприл Кепнър) и Джеси Уилямс (д-р Джаксън Ейвъри), които през седмия сезон стават част от основния състав.
Договорите на шестимата оригинални актьори изтичат след осмия сезон, но през май 2012 г. Помпео, О, Чембърс, Уилсън, Пикенс-младши и Демпси подновяват договорите си със сериала за още две години. В края на осмия сезон героините на Лий, д-р Лекси Грей, и Рейвър, д-р Теди Олтман, напускат шоуто по свое желание.
През юли 2012 г. Дейн (д-р Марк Слоун) потвърждава, че напуска шоуто, за да преследва други проекти; последното му участие е в първите два епизода на девети сезон. Новите стажанти, представени в девети сезон – Камила Лудингтън (д-р Джо Уилсън), Гай Чарлз (д-р Шейн Рос), Джерика Хинтън (д-р Стефани Едуардс) и Теса Ферер (д-р Лея Мърфи) – стават част от основния състав през следващия, десети сезон. Договорите на Чарлз и Ферер не са подновени за сезон 11. На 13 август 2013 г. О (д-р Кристина Янг) обявява, че десетият сезон ще бъде нейният последен в „Анатомията на Грей“, защото е решила да преследва по-разнообразни професионални възможности. През март 2014 г. е обявено, че Исая Уошингтън, който играе Престън Бърк в първите три сезона на сериала, ще се появи като гост в последните епизоди на Сандра О, бившата му екранна любов.
На 2 май 2014 г. е обявено, че в допълнение към Помпео и Демпси и с изключение на О, всички останали оригинални членове на актьорския състав са подписали двугодишни договори за сезони 11 и 12. Сара Рамирес също подписва нов двугодишен договор и напуска сериала след изтичането му, в края на 12-ия сезон. Въпреки че му остава още една година от договора, на 23 април 2015 г. Демпси напуска шоуто по време на 11-ия сезон, за да прекарва повече време със семейството си.
На 10 февруари 2017 г. сериалът е подновен за четиринайсети сезон, който започва да се излъчва на 28 септември 2017 г.
На 17 януари 2018 г. Ей Би Си обявява, че договорът на Елън Помпео е подновен до сезон 16 включително. Подновяването на договора не само гарантира, че Помпео ще се завърне като Мередит Грей, но я прави продуцент на „Анатомията на Грей“ и съизпълнителен продуцент на „Станция 19“. Сделката прави Помпео най-добре платената актриса в драматичен телевизионен сериал, като тя печели 575 хиляди долара на епизод и над 20 милиона долара годишно. На 8 март 2018 г. е обявено, че редовните актьори на сериала Джесика Капшоу и Сара Дрю няма да се завърнат за петнадесетия сезон. През май 2018 г. е потвърдено, че Ким Рейвър, която се връща с кратко участие в четиринадесетия сезон, от сезон 15 отново ще стане част от основния състав.
През януари 2020 г. Джъстин Чембърс обявява, че е напуснал сериала, за да преследва по-разнообразни кариерни възможности и че последният епизод с негово участие е излъчен на 14 ноември 2019 г. През март 2021 г. Джакомо Джаниоти напуска сериала, за да се занимава с нови неща като режисура. През май 2021 г. Джеси Уилямс и Грег Гърман напускат основния актьорски състав, въпреки че Гърман продължава да се появява в отделни епизоди като гост. През септември 2021 г. е обявено, че Кейт Уолш ще се завърне като д-р Адисън Монтгомъри за няколко епизода в сезон 18.
През юли 2022 г. е обявено, че Алексис Флойд, Нико Терхо, Аделаида Кейн, Мидори Франсис и Хари Шум-младши се присъединяват към основния актьорски състав за деветнадесетия сезон. През август 2022 г. е обявено, че Елън Помпео ще се появи само в осем епизода от предстоящия деветнадесети сезон, но ще продължи да прави въведението и остава изпълнителен продуцент.
През април 2024 г. Ей Би Си потвърждава, че сериалът е подновен за двадесет и първи сезон. През май 2024 г. е обявено, че през предстоящия 21-ви сезон Джейк Борели и Мидори Франсис ще напуснат сериала.

## „Анатомията на Грей“ в България
В България сериалът започва на 1 юни 2006 г. по bTV от понеделник до четвъртък от 21:00. Втори сезон е излъчен веднага след първи. Трети сезон започва на 25 септември 2007 г. със същото разписание. Четвърти сезон започва на 11 февруари 2009 г. с обичайното разписание. Пети сезон започва на 1 август 2010 г. с разписание всяка неделя от 23:00. На 15 април 2011 г. започва повторението на пети сезон всеки делник в 00:00 и завършва на 20 май 2011 г. На 15 юни 2012 г. започва шести сезон с разписание от вторник до събота в 00:00 и приключва на 20 юли. На 2 юли отново започва шести сезон с разписание, всеки делник от 15:00 и завършва на 2 август.
През месец май 2008 г. по Fox Life започва да се излъчва отново първи сезон с разписание всеки вторник от 22:00 с повторение в понеделник от 10:00 и сряда от 17:00. По-късно е повторен и втори сезон. На 1 април 2009 г. започва трети сезон с разписание всеки вторник от 21:00 с повторения в сряда от 10:00 и 16:00. На 20 април 2010 г. е премиерата на пети сезон с разписание всеки вторник от 21:55 с повторения в сряда от 17:05 и в събота от 17:40 и 22:10. На 26 октомври започва шести сезон, всеки вторник от 22:00. На 12 април 2011 г. започва седми сезон, всеки вторник от 21:55 и завършва на 6 септември. На 2 април 2012 г. започва осми сезон с разписание всеки понеделник от 21:10 по два епизода. От 14 май е по един епизод от 22:05. От 25 юни е отново от 21:10 по два епизода, като за последно са излъчени епизоди на 2 юли. Последните два епизода на сезона са излъчени на 10 и 17 септември в 22:05. На 20 март 2013 г. започва девети сезон с разписание всяка сряда от 20:55, а от 24 април по два епизода и приключва на 26 юни. На 24 април 2014 г. започва десети сезон с разписание всеки четвъртък по два епизода от 20:55 и приключва на 10 юли. Единадесети сезон започна на 22 януари 2015 г. с разписание всеки четвъртък от 21:05 по един епизод и завършва на 25 юни 2015 г. с излъчването на финалните три епизода наведнъж. На 21 януари 2016 г. започва дванадесети сезон, всеки четвъртък от 20:00. На 12 януари 2017 г. започва тринадесети сезон, всеки четвъртък от 21:00. На 11 януари 2018 г. започва четиринайсети сезон, всеки четвъртък от 21:00. На 3 януари 2019 започва петнайсети сезон, всеки четвъртък от 21:00 по по два епизода, а понякога по един, като завършва на 23 май с един епизод. На 30 януари 2020 г. започва шестнайсети сезон, всеки четвъртък от 21:00 по два епизода. Няколко епизода от сезона не са озвучени и вместо това са излъчени със субтитри заради пандемията от COVID-19. Озвучени са за повторните излъчвания. На 11 февруари 2021 г. започва седемнайсети сезон, всеки четвъртък от 22:00. На 3 март 2022 г. започва осемнайсети сезон, всеки четвъртък от 22:00. На 23 февруари 2023 г. започва деветнайсети сезон, всеки четвъртък от 22:00. На 2 май 2024 г. започва двайсети сезон по обновения Стар Лайф, всеки четвеъртък от 22:00. На 13 февруари 2025 г. започва двайсет и първи сезон, всеки четвеъртък от 22:00.
На 5 януари 2011 г. започва повторно излъчване по TV7, всеки делничен ден от 13:00. Веднага след първи сезон започва втори, който приключва на 23 февруари. На 6 септември започнват отново първи и втори сезон, всеки делник от 11:30.
От шести сезон дублажът е на студио Доли. Ролите се озвучават от артистите Христина Ибришимова, Лидия Вълкова от първи до шестнайсети сезон, Йорданка Илова от седемнайсети, Виктория Буреш от първи сезон (без първи, втори и четвърти епизод) до четвърти сезон, Даниела Йорданова от пети, Любомир Младенов и Силви Стоицов. В първите четири епизода от тринайсети сезон Младенов е заместен от Васил Бинев. В седемнайсети и осемнайсети епизод от същия сезон Ибришимова отсъства и ролите ѝ са поети от Йорданова. В двайсет и трети епизод от петнайсети сезон Стоицов е заместен от Бинев.

### Издания на DVD в България
Първият, вторият, третият, четвъртият и петият сезон са издадени на DVD със субтитри на български от А+Films.